# Елзан Бибић
Елзан Бибић (Карајукића Бунари, 8. јануар 1999) је српски атлетичар, тркач на средње и дуге стазе. Сениорски је рекордер Србије у трчању на 1.500, 3.000 и 5.000 метара на отвореном, као и на 1.500 и 3.000 метара у дворани. Освојио је бронзану медаљу на Европском дворанском првенству 2023. године у трци на 3.000 метара.
Био је члан атлетског клуба Нови Пазар, да би 2024. прешао у Новопазарско удружење атлетичара. До 2019. тренер му је био Рифат Зилкић, од 2019. га тренира Шпанац Антонио Серано.

## Каријера
У трци на 5.000 метара на Светском јуниорском првенству у Бидгошћу у Пољској 2016. Бибић је освојио осмо место у времену 13:51.40 што је најбоље време које је икада један Европљанин истрчао као млађи јуниор (млађи од 18 година). Пре Бибића, незванични европски рекорд за млађе јуниоре износио је 13:55.91 и држао га је Стефано Меи из Италије, још од 1980. године.
На Светском првенству у атлетици у дворани у Београду у марту 2022. године заузео је 6. место у другој полуфиналној групи у трци на 3000 метара у времену 7:52.78 и није се пласирао у финале. Заузео је укупно 13. место.
Дана 27. новембра 2022. Бибић је победио на крос трци Варандекрос у холандском граду Тилбургу. Деоницу од 10 километара претрчао је у времену од 29 минута и 26 секунди. Због овог успеха Европска атлетика га је прогласила за најбољег атлетичара Европе за новембар месец 2022. године.
На атлетском митингу у Берну, 4. августа 2023. победио је у трци на 1.500 метара у времену новог сениорског рекорда Србије 3:34.20 и тако оборио рекорд Драгана Здравковића из 1983. године. 9. августа 2025. истрчао је 13:13,06 у трци на 5.000 метара на атлетском митингу у белгијском Урдегему и тим резултатом поправио свој рекорд Србије у трци на 5.000 метара.

## Значајнији резултати
| Представљајући Србију | Представљајући Србију                 | Представљајући Србију     | Представљајући Србију   | Представљајући Србију | Представљајући Србију |
| Година                | Такмичење                             | Место                     | Пласман                 | Дисциплина            | Резултат              |
| --------------------- | ------------------------------------- | ------------------------- | ----------------------- | --------------------- | --------------------- |
| 2015                  | ЕЈОФ                                  | Тбилиси, Грузија          | 2. место                | 1.500 м               | 4:01,62               |
| 2015                  | ЕЈОФ                                  | Тбилиси, Грузија          | 1. место                | 3.000 м               | 8:50,10               |
| 2016.                 | Европско првенство за млађе јуниоре   | Тбилиси, Грузија          | 8. место                | 800 м                 | 1:56,12               |
| 2016.                 | Европско првенство за млађе јуниоре   | Тбилиси, Грузија          | 1. место                | 3.000 м               | 8:09,06               |
| 2016.                 | Светско првенство за јуниоре          | Бидгошћ, Пољска           | 11. место               | 1.500 м               | 3:51,58               |
| 2016.                 | Светско првенство за јуниоре          | Бидгошћ, Пољска           | 8. место                | 5.000 м               | 13:51,40              |
| 2018.                 | Светско првенство за јуниоре          | Тампере, Финска           | 6. место                | 1.500 м               | 3:44,65               |
| 2018.                 | Светско првенство за јуниоре          | Тампере, Финска           | 8. место                | 5.000 m               | 14:15,37              |
| 2018.                 | Европско првенство у кросу за јуниоре | Тилбург, Холандија        | 3. место                | 6,3 km                | 18:11                 |
| 2019.                 | Европско првенство за млађе сениоре   | Јeвле, Шведска            | 3. место                | 1.500 м               | 3:50,90               |
| 2019.                 | Европско првенство за млађе сениоре   | Јeвле, Шведска            | 8. место                | 5.000 м               | 14:26,40              |
| 2021.                 | Европско првенство за млађе сениоре   | Талин, Естонија           | 4. место                | 1.500 м               | 3:40,91               |
| 2022.                 | Светско првенство у дворани           | Београд, Србија           | 13. место               | 3.000 м               | 7:52,78               |
| 2023                  | Европско првенство у дворани          | Истанбул, Турска          | 3. место                | 3.000 м               | 7:44,03               |
| 2023                  | Светско првенство                     | Будимпешта, Мађарска      | 31. место               | 1.500 м               | 3:37,45               |
| 2024                  | Светско првенство у дворани           | Глазгов, Велика Британија | 8. (испао у полуфиналу) | 1.500 м               | 3:39,98               |
| 2024                  | Европско првенство                    | Рим, Италија              | 6. место                | 5.000 м               | 13:24,54              |
| 2024                  | Олимпијске игре                       | Париз, Француска          | 32. место               | 5.000 м               | 14:14,46              |

## Лични рекорди
На отвореном:
- 800 метара — 1:50,31 (Ћуприја 2021.)
- 1.500 метара — 3:34,20 (Берн 2023.) НР
- 2.000 метара — 4:56,13 (Загреб 2024.) НР
- 3.000 метара — 7:37,03 (Загреб 2023.) НР
- 5.000 метара — 13:13,06 (Урдегем 2025.) НР

На друму:
- 5 километара — 14:29 (Београд 2016.)
- 10 километара — 29:59 (Петровац на Млави 2019.)
- Полумаратон — 1:03:58 (Нови Пазар 2022.)

У дворани:
- 1.500 метара — 3:37,84 (Београд 2022.) НР
- Миља — 3:55,90 (Острава 2023.) НР
- 3.000 метара — 7:39.96 (Торуњ 2022.) НР
- извор[8]